# 庫姆站
庫姆站（波斯語: ايستگاه راه آهن قم, Istgah-e Rah Ahan-e Qom）是位於伊朗庫姆省首府庫姆的鐵路車站。原先所有列車服務都轉移到城市郊區的穆哈默迪耶車站，但是由於公共需求和乘客數量下降，庫姆站的部分服務已恢復。未來車站計劃連接庫姆地鐵A線和單軌列車。